# Dones a Madagascar
Les dones de Madagascar, també conegudes com a malgaixes, són dones nascudes, que viuen o provenen de Madagascar. Generalment viuen més temps que els homes, que superen en nombre. Solen casar-se molt joves i tradicionalment han estat discriminades en un paper de servitud envers els seus marits. Aproximadament un terç tenen el seu primer fill abans dels 19 anys, i no totes les que desitgin endarrerir l'edat de tenir fills poden tenir accés a anticonceptius. L'avortament és freqüent, amb un 24% de dones que ho han fet.
Tot i que són constitucionalment iguals que els homes, no tenen els mateixos drets de propietat i oportunitats d'ocupació en determinades regions del país.

## Salut
Les dones malgaixes tenen una esperança de vida més alta que els homes, amb una mitjana de 61,3 anys, enfront dels 57,7 dels homes (2010). Les dones representen el 50,3% d'una població de 19.669.953 persones (2010).
L'anèmia és freqüent entre les dones malgaixes, amb un 36% d'elles que ho pateixen de certa forma, la majoria lleus. La prevalença ha disminuït en els darrers anys. La prevalença del VIH / SIDA a Madagascar és inferior a la mitjana d'Àfrica, amb una taxa nacional estimada de l'1%. Les dones embarassades tenien taxes baixes. No obstant això, les taxes d'altres malalties de transmissió sexual, especialment la sífilis, són elevades.

## Vida familiar
La llei malgaix requereix que les dones tinguin 14 anys abans de casar-se, menys que l'edat mínima requerida als homes. Abans de complir els 18 anys, només cal el consentiment dels pares per casar-se, mentre que les dones majors de 18 anys han de donar el seu propi consentiment. Segons les Nacions Unides, les dones entre els 15 i els 19 anys, el 34% ja estaven casades. La poligàmia està prohibida, tot i que encara succeeix. La cultura és tradicionalment patriarcal.

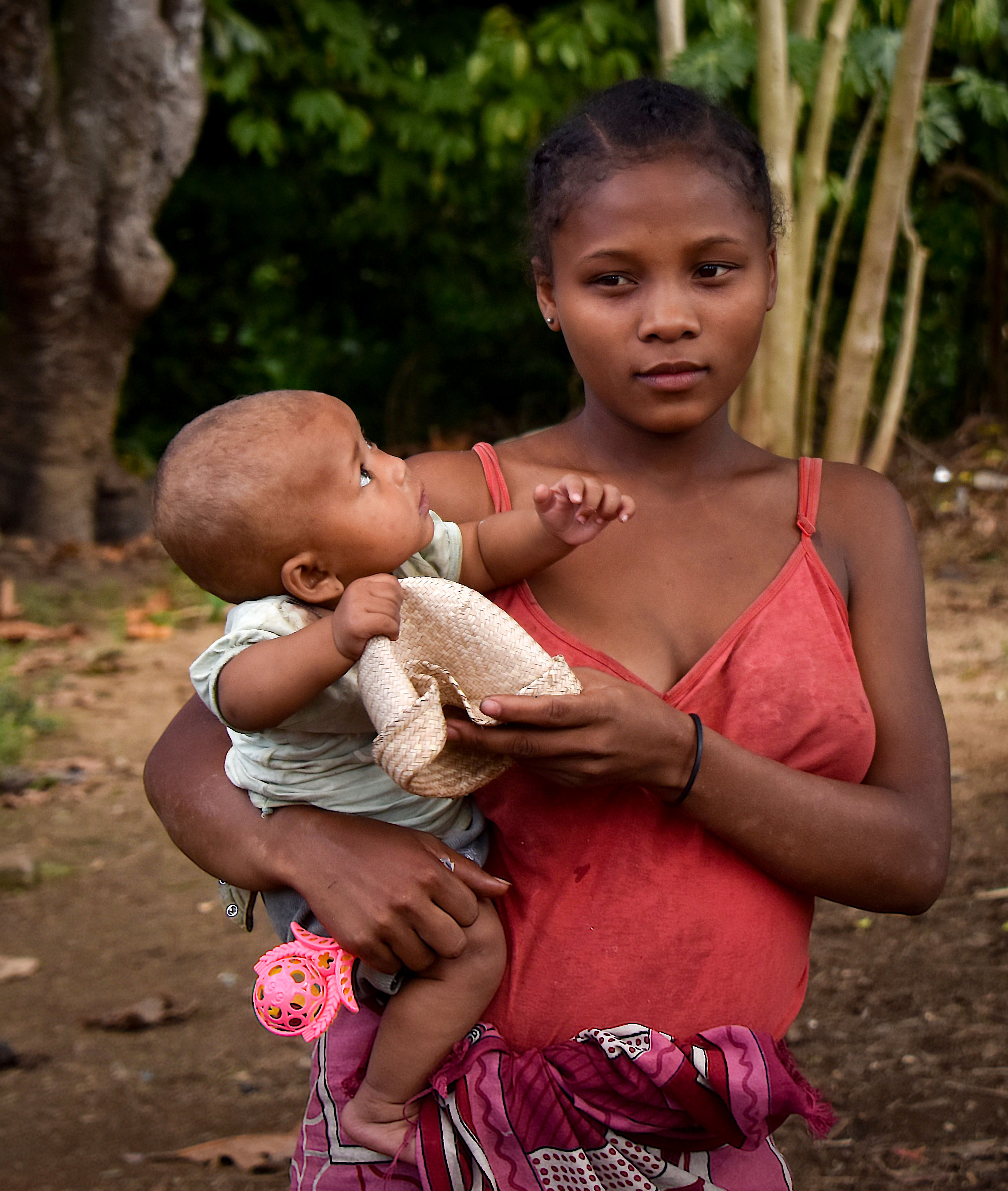
Una dona malgaixe amb el seu fill
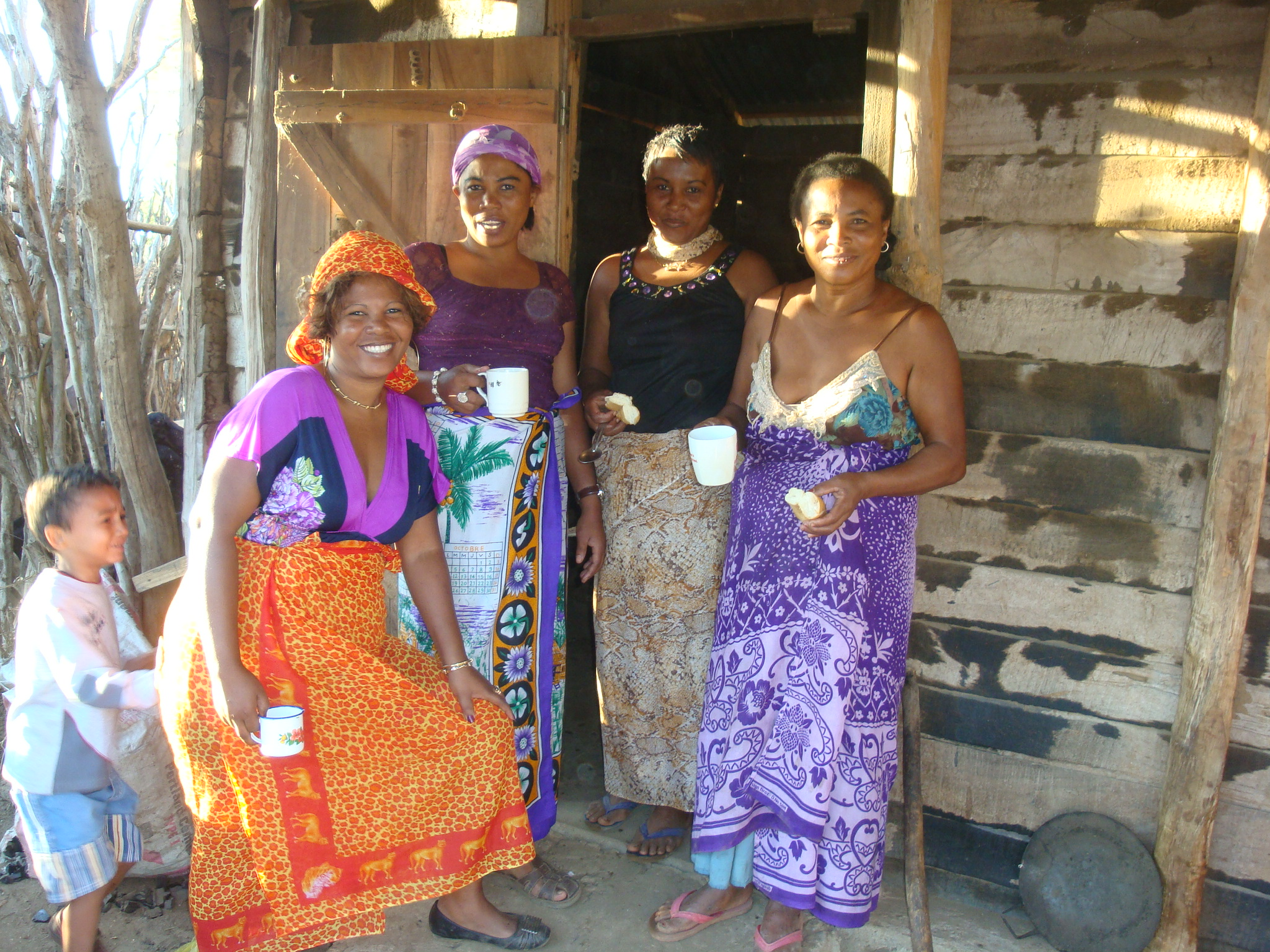
Dones d'una família esmorzant abans d'anar a treballar als camps
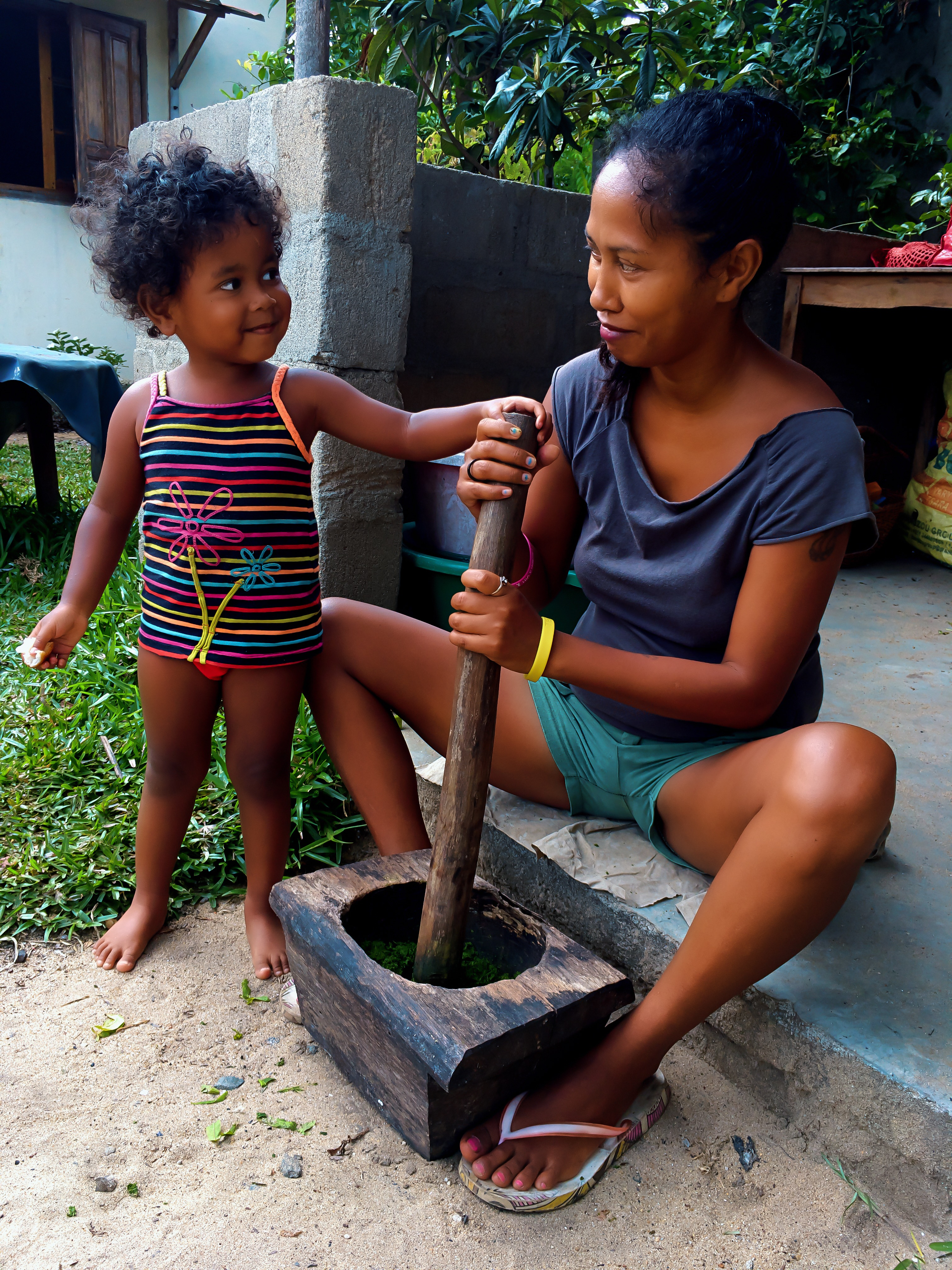
Mare i filla preparant «ravintoto», un plat tradicional malgaix

## Fertilitat

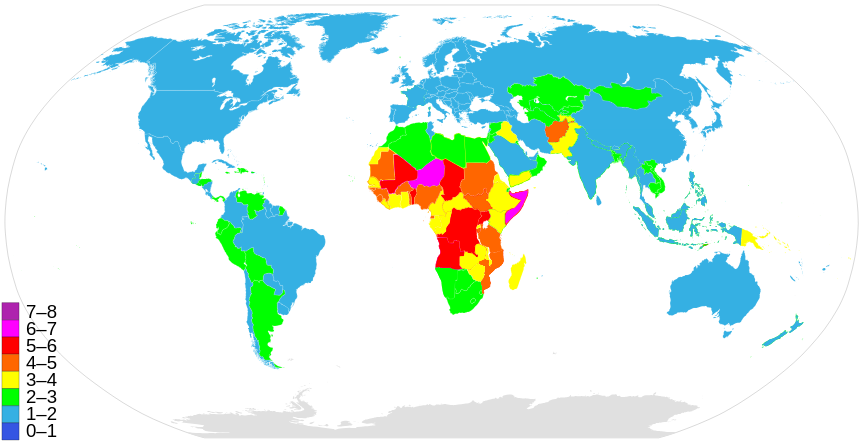
Mapa de països per taxa de fecunditat (2018), segons CIA World Factbook

Tot i que la taxa de fecunditat total a Madagascar està experimentant una disminució, el gran nombre de dones en edat de tenir fills ha assegurat que el momentum de la població farà que el nombre total de naixements augmenti. Es preveu que aquest efecte s'hagi reduït dins dels 30 anys. Aproximadament un terç de les dones malgaixes menors de 19 anys ja han tingut almenys un fill i la majoria alleten, amb un 51% de lactància exclusiva durant sis mesos.
Tot i que les dones malgaixes han començat a utilitzar cada vegada més els anticonceptius, tant orals com injectats, els que s'utilitzen no són suficients; només un 1,5% de les dones utilitzen anticonceptius subdèrmics. La taxa d'avortament es calcula en 1 de cada 10 persones, mentre que el 24% de les dones han estat sotmeses a avortament. El 15% de les dones casades que volen utilitzar anticonceptius no tenen accés a iniciatives de planificació familiar. En la majoria dels casos, el marit de la dona decideix totalment o parcialment quines accions s'han de prendre. Hi ha una opinió minoritària (que ostenta el 9% de les dones i el 8% dels homes) que un marit pot obligar a la seva dona si ella rebutja tenir sexe amb ell.
L'efecte de l'educació s'ha vist en la taxa de mortalitat infantil de Madagascar. Segons Maryanne Sharp i Ioana Kruse del Banc Mundial, les mares que han acabat la seva educació secundària experimenten menys del 40 al 50% de les morts infantils que experimenten les dones amb menys educació. Les dones més joves també tenen menys probabilitats de tenir nadons que moren de jove. La taxa mitjana de mortalitat perinatal ha disminuït des de 2003.
La mortalitat materna a Madagascar és inferior a la mitjana de l'Àfrica subsahariana, amb un total de 498 defuncions per cada 100.000 nascuts vius. Aquesta taxa de mortalitat es va mantenir estable entre el 2000 i el 2009. Aquesta xifra ha estat influïda per nombrosos factors. Tot i que el 86% de les persones reben revisions prenatals, el 49% no se'ls diu si hi ha complicacions. Aproximadament el 46% de les mares primerenques reben menys de quatre sessions d'atenció prenatal. La majoria de les dones donen a llum fora de centres sanitaris, i el nombre de dones que reben ajuda en donar a llum va disminuint; segons Sharp i Kruse, el 35% de les dones malgaixes que van donar a llum fora de centres sanitaris no van rebre assistència mèdica. Els avortaments a causa d'embaràs no desitjats també són un factor important.

## Economia
Les dones malgaixes de classe mitjana i alta passen molt de temps cuinant i poden treballar en la producció de mandioca, arròs i blat de moro. Les dones de classe baixa solen treballar en la producció d'arròs juntament amb homes de la família, tot i que normalment treballen en cultius de secà. Fora de la temporada de collita, poden produir i vendre altres articles per obtenir ingressos per a les seves famílies.
Les dones malgaixes són masoveres. Algunes, incloses dones divorciades, són propietàries de terres sense un suport masculí adequat, i contracten treballadors entre familiars o altres membres de la comunitat, mentre que altres dones poden treballar les terres junt amb els seus marits. No obstant això, les dones masoveres rarament se separen dels seus marits.

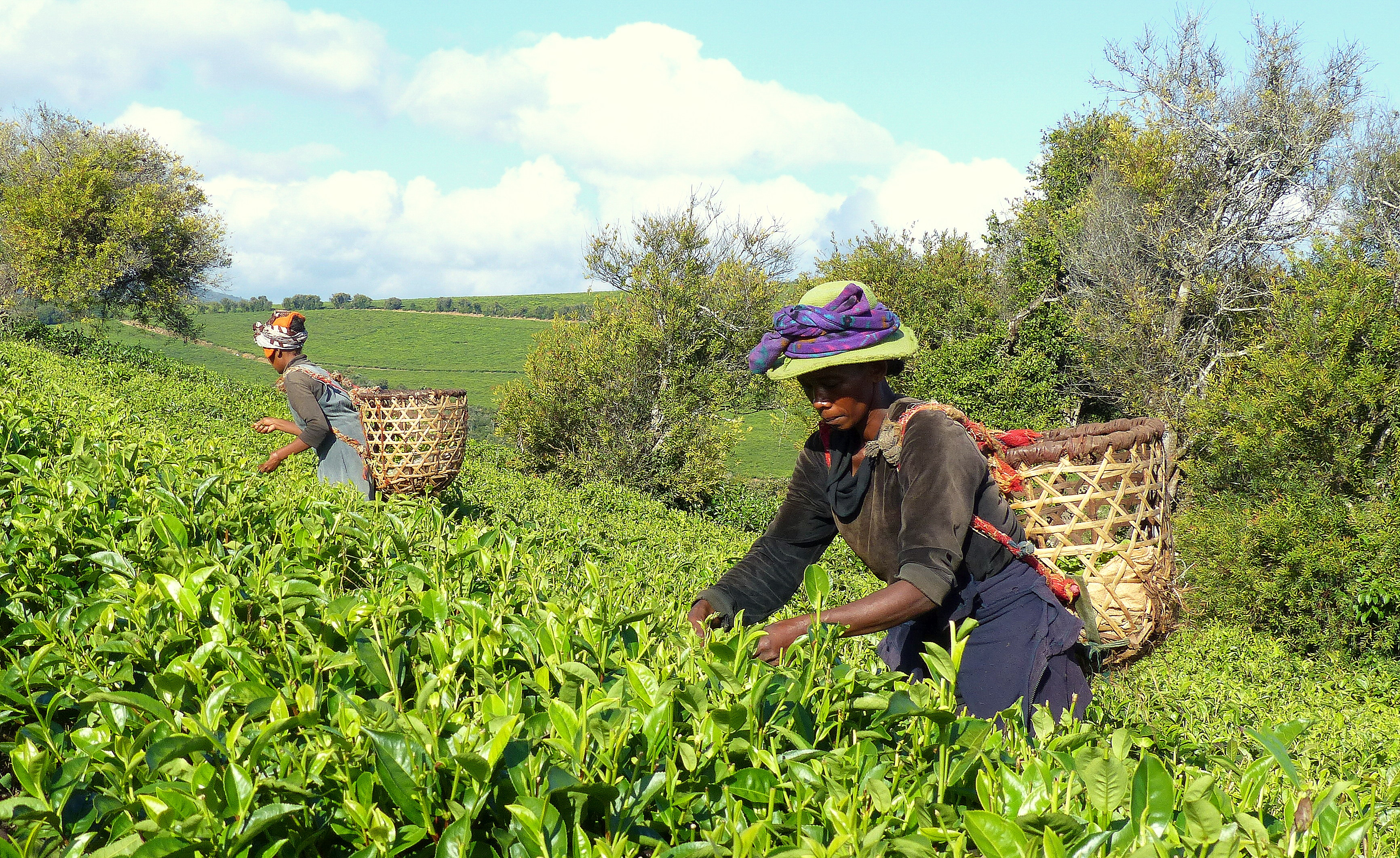
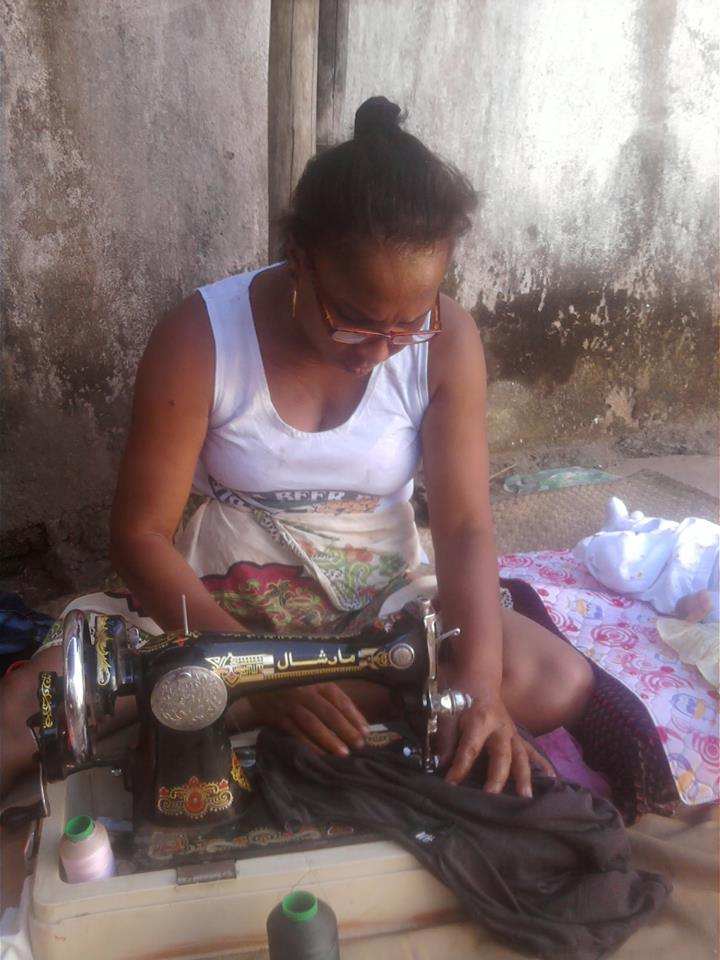
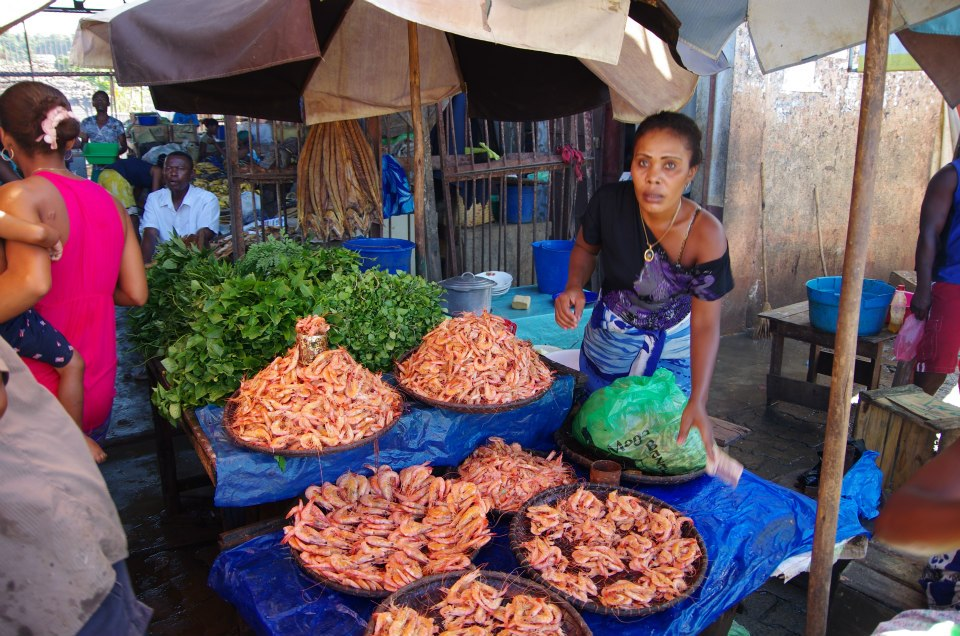
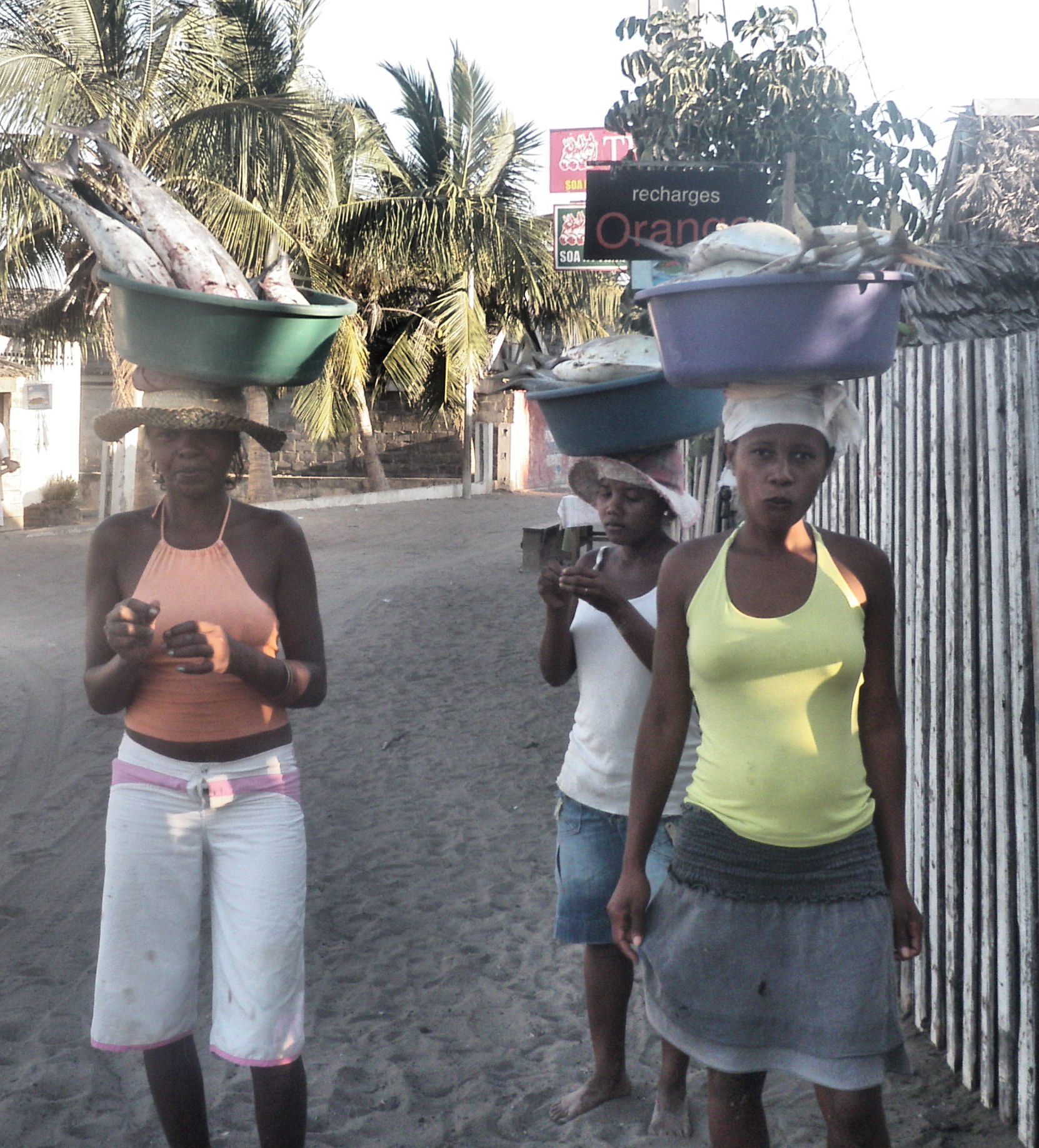
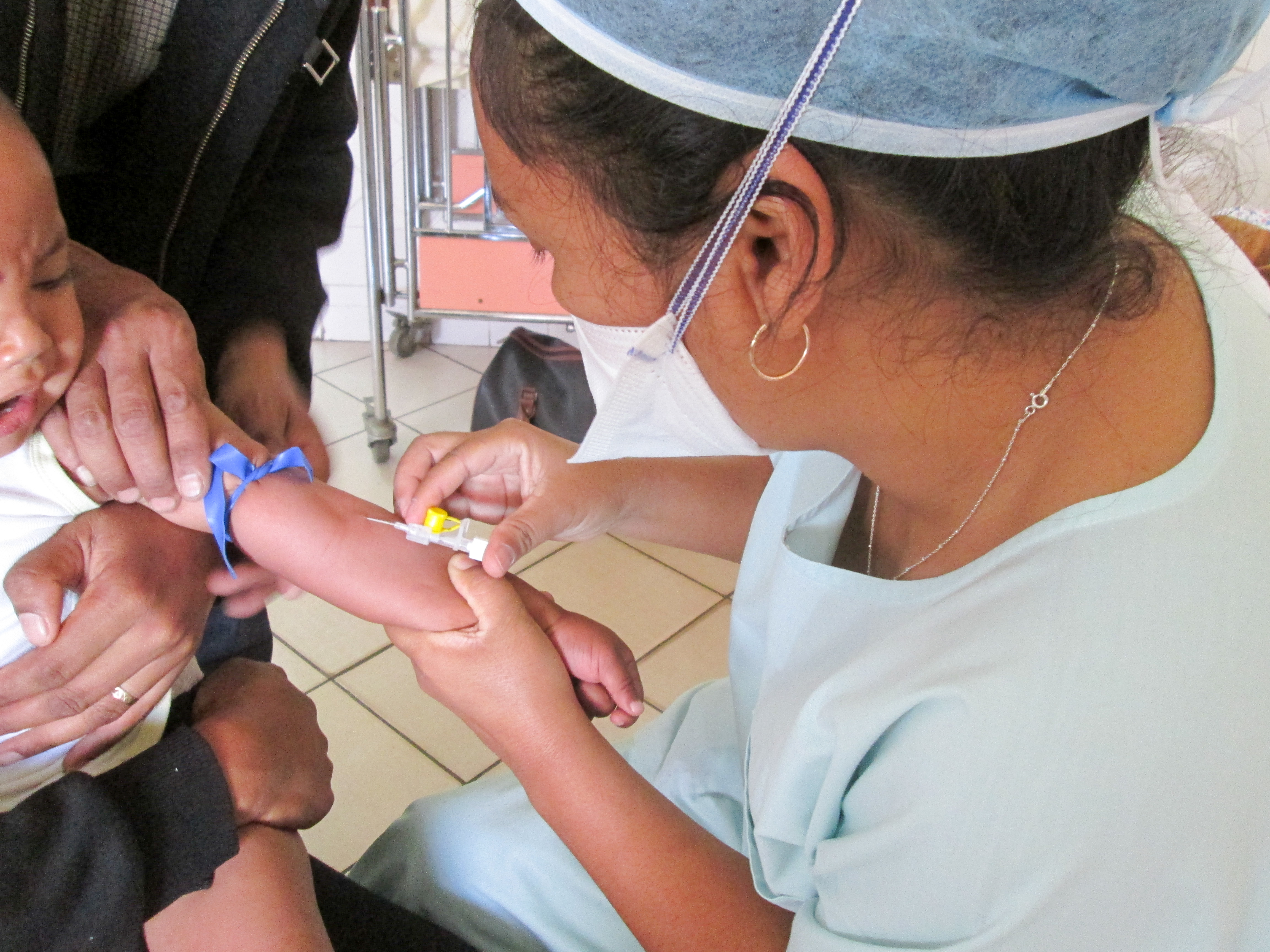

## Igualtat de gènere
La Constitució de Madagascar prohibeix la discriminació de gènere. No obstant això, l'Organització per a la Cooperació i el Desenvolupament Econòmic (OCDE) assenyala que encara hi ha informes de discriminació en el dret d'herència. L'OCDE ha valorat el grau de discriminació de gènere com a mitjà per a les institucions socials i índex de gènere (SIGI).
Legalment, les dones tenen els mateixos drets de propietat, tot i que en llocs situats al llarg de la costa est de Madagascar poden no ser propietàries de terres. Se les permet tenir les seves pròpies empreses i no necessiten permís del seu marit per adquirir terrenys. Les seves llibertats civils són generalment respectades. No obstant això, en casos d'abús conjugal, les dones han d'informar elles mateixes del delicte perquè la policia actuï. Tot i que el fet de trucar a la policia és rar, les dones també tenen un dret tradicional conegut com misintaka, que les permet deixar els seus marits i viure amb les seves famílies.
Hi ha una percepció que les dones de Madagascar haurien de centrar-se en la cuina, deixant als homes treballar a l'agricultura. Degut a això, a les dones malgaixes més pobres no se les permet treballar al cultius d'altres persones.
En un divorci, tradicionalment les dones malgaixes reben un terç de la propietat adquirida durant el seu matrimoni, i els seus marits reben els dos terços restants; també poden optar per mantenir la seva propietat separada durant el matrimoni. Quan el marit mor, una vídua malgaix que ha tingut un fill rep la meitat de la propietat conjunta. Tanmateix, si la parella no tenia fills, la família del marit rep la major part de l'herència.

## Malgaixes destacades

### Cantants
- Nataly Andria
- Ninie Doniah
- Razia
- Anziza Salema

### Esportistes
- Tojohanitra Andriamanjatoarimanana
- Sandra Andriamarosoa
- Vola Hanta Ratsifa Andrihamanana
- Mialitiana Clerc
- Élodie Embony
- Belinda M'Boma
- Esther Nirina
- Hajasoa Vololona Picard
- Estellah Fils Rabetsara
- Charlotte-Arrisoa Rafenomanjato
- Monica Rahanitraniriana
- Berthe Raharijaona
- Hantan Raharvel
- Albertine Rahéliarisoa
- Nicole Rajoharison
- Hanitriniaina Rakotondrabé
- Michèle Rakotoson
- Rosa Rakotozafy
- Nantenaina Ramalalaharivololona
- Lantoniaina Ramalalanirina
- Nicole Ramalalanirina
- Mbolatiana Ramanisa
- Nirinaharifidy Ramilijaona
- Dally Randriantefy
- Natacha Randriantefy
- Clarisse Rasoarizay
- Asaramanitra Ratiarison
- Bako Ratsifa
- Clarisse Ratsifandrihamanana
- Ony Paule Ratsimbazafy
- Naina Ravaoarisoa
- Lalao Ravaonirina
- Zarah Razafimahatratra
- Harijesy Razafindramahata
- Esther Razanadrasoa
- Elodie Marion Razafy
- Eliane Saholinirina
- Josiane Soloniaina

### Polítiques
- Béatrice Atallah
- Monique Andréas Esoavelomandroso
- Cécile Manorohanta
- Gisèle Rabesahala
- Bakolalao Ramanandraibe Ranaivoharivony
- Nadine Ramaroson
- Lila Ratsifandrihamanana
- Arisoa Razafitrimo
- Christine Razanamahasoa

### Princeses
- Princesa Ramasindrazana de Madagascar
- Princesa Rasendranoro de Madagascar
- Princesa Razafinandriamanitra de Madagascar

### Reines
- Binao
- Rafohy
- Ranavalona I
- Ranavalona II
- Ranavalona III
- Rangita
- Rasoherina